# Auwald bei Westheim
Der Auwald bei Westheim ist ein Naturschutzgebiet sowie FFH-Gebiet südwestlich der mittelfränkischen Gemeinde Westheim in Bayern.
Mit 50,23 Hektar ist es der größte zusammenhängende Auwaldbereich im südlichen Mittelfranken. Das Gebiet liegt größtenteils im Landkreis Weißenburg-Gunzenhausen; lediglich 0,06 Hektar liegen im schwäbischen Landkreis Donau-Ries. Im Auwald befindet sich der westlichste Punkt des Landkreises Weißenburg-Gunzenhausen.
Der Auwald bildet ein geschlossenes Feuchtwaldgebiet, das von Schwarzerlen-Eschen-Sumpfwäldern geprägt ist. Unter anderem sind Eschen, Erlen, Moorbirken, Sumpfdotterblumen und Flatterulmen heimisch. Ein kleines Gewässer und Nasswiesen sind die Heimat einer großen Artenvielfalt von Spechten, Fledermäusen, Kleinsäugern, Käfern und Tagfaltern. Zu den reichlich vorhandenen Vogelarten gehören Schwarzspechte, Hohltauben und Pirole. Das Naturschutzgebiet wurde 1979 ausgewiesen.
Der Wald wird von dem kleinen Weihergraben durchflossen. In seinem Bereich liegen die Bodendenkmäler eines hallstattzeitlichen Grabhügelfelds, dem Gräberfeld von Westheim, und mittelalterlichen Burgstalles (Burgstall Schlossgraben) sowie eines vermutlich verebneten Grabhügels aus vorgeschichtlicher Zeit.